# عدد رینولدز

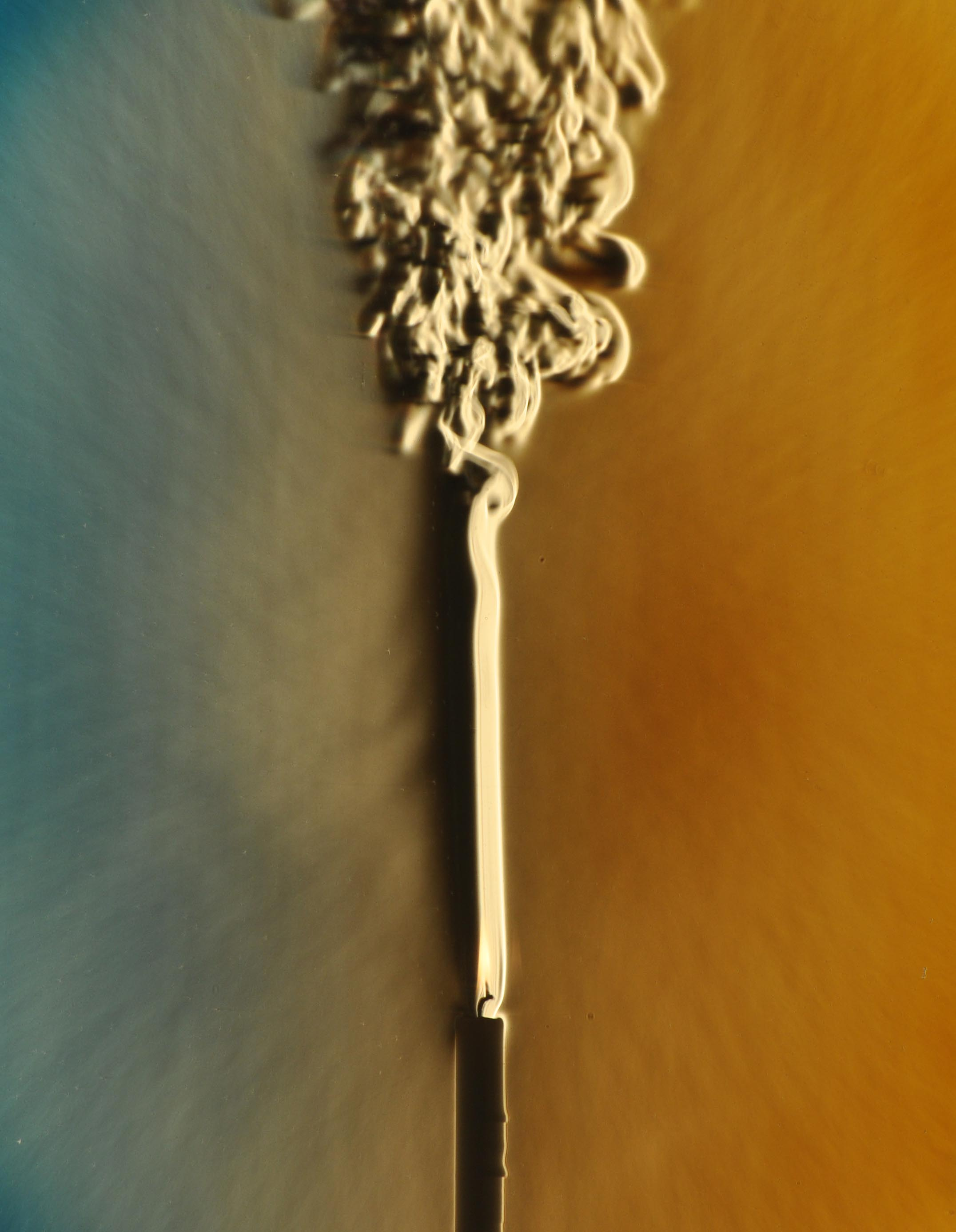
دود خارج شده از این شمع از حالت آرام (لایه ای) به آشفته تبدیل می‌شود. با استفاده از عدد رینولدز می‌توان پیش‌بینی کرد این گذر جریان از آرام به آشفته در چه ناحیه‌ای اتفاق می‌افتد

عدد رینولدز (به انگلیسی: Reynolds number) کمیت بدون یکای مهمی است که در مکانیک سیالات برای پیش‌بینی الگوی جریان از آن استفاده می‌شود. این عدد نسبت نیروی لختی به نیروی گرانروی می‌باشد. در اعداد رینولدز پایین تمایل جریان به داشتن الگویی آرام و لایه ای می باشد، در حالیکه در اعداد رینولدز بالا جریان به حالت آشفته در می‌آید. عدد رینولدز کاربردهای فراوانی از قبیل جریان مایع داخل لوله تا جریان هوا روی بال هواپیما دارد. از عدد رینولدز برای پیش‌بینی گذر جریان از آرام به آشفته استفاده می‌شود و هم‌چنین در پیش‌بینی و تعیین جریان در اطراف یک مدل ماکت و کوچک با مدل اندازه اصلی و بزرگ کاربرد دارد.  

این مفهوم در سال ۱۸۵۱ توسط جورج استوکس معرفی شد، اما توسط آرنولد زومرفلد در ۱۹۰۸ به افتخار ازبورن رینولدز که استفاده از این مفهوم را متداول کرده بود، به نام عدد رینولدز نامیده شد. 

این تصویر، آشفتگی جریان سیال را در اطراف یک سیلندر نشان می‌دهد. این پدیده در همه اجسام به شکل سیلندر و با هر نوع سیالی رخ می‌دهد. در این شرایط عدد رینولدز بین ۴۹ تا ۱۰۰۰ است

تعریف ریاضی عدد رینولدز، {\displaystyle Re}، به صورت زیر است:
که در این عبارت:
- {\displaystyle \rho } چگالی شاره،
- {\displaystyle v} سرعت متوسط جریان شاره،
- {\displaystyle L} یک طول مشخصه در مسئله؛ و
- {\displaystyle \mu } ضریب گرانروی شاره‌است.

## عدد رینولدز بحرانی
یکی از کاربردهای مهم عدد رینولدز، تعیین آرام یا آشفته بودن جریان است. اگر عدد رینولدز از مقدار خاصی کم‌تر باشد جریان آرام و اگر بیش‌تر باشد آشفته‌است. این مقدار خاص، عدد رینولدز بحرانی نام دارد و با {\displaystyle Re_{\mbox{crit}}} نشان داده می‌شود.
عدد رینولدز بحرانی برای جریان‌های مختلف به صورت تجربی اندازه‌گیری می‌شود. برای مثال، عدد رینولدز بحرانی برای جریان داخل یک لوله ۲۲۰۰ است. در این حالت، طول مشخصهٔ {\displaystyle d} قطر لوله‌است.

## طول مشخصهٔ آشفتگی
یکی دیگر از کاربردهای عدد رینولدز، تعیین کوچک‌ترین طول مشخصه در یک جریان آشفته‌است. در جریان آشفته، طول مشخصه به معنی فاصله‌ای است که بین متغیرهای جریان مثل سرعت یا فشار همبستگی وجود دارد. اما چون این همبستگی‌ها هم‌بسامد نیستند، یک جریان آشفته طول‌های مشخصهٔ متفاوتی خواهد داشت. طول‌های مشخصهٔ بزرگ متناظر با بسامدهای پایین و طول‌های مشخصهٔ کوچک متناظر با بسامدهای بالا هستند.
اگر بزرگ‌ترین طول مشخصهٔ یک جریان {\displaystyle L} و کوچک‌ترین طول مشخصهٔ آن {\displaystyle l} باشد، قانون تعادل کولموگورف می‌گوید که در عددهای رینولدز بالا:
با استفاده از این رابطه می‌توان کوچک‌ترین طول مشخصهٔ جریان آشفته را به دست آورد.

## عدد رینولدز به عنوان پارامتر تشابهی
در کاربردهای مهندسی از عدد رینولدز به عنوان یک پارامتر تشابهی هم استفاده می‌شود. برای مثال، وقتی یک مدل کوچک از یک هواپیما در تونل باد مورد آزمایش قرار می‌گیرد، برای این که نتایج تونل باد قابل تعمیم به شرایط واقعی باشد، عدد رینولدز مدل و هواپیمای واقعی باید برابر باشد.